# Karl Hauer
Karl Hauer (né en 1875 à Gmunden - décédé en 1919) est un journaliste et écrivain autrichien.
Après avoir quitté la maison familiale de Salzbourg, Karl Hauer mène une vie de bohême. Il fait la connaissance de Georg Trakl en 1911 avec qui il liera amitié. Il fait partie d'une société littéraire, la Literatur- und Kunstgesellschaft Pan. Il contribue à des revues viennoises comme Die Fackel. Il fait alors partie du cercle de Karl Kraus et d'Adolf Loos.
Il meurt de tuberculose en 1919.

## Œuvres
- Phrasen Die Fackel N° 200, 3 avril 1906
- Von den fröhlichen und unfröhlichen Menschen Jahoda & Siegel, Wien 1910 : Essais von Karl Hauer. in: Saturn 2: 1912, 197-199)